# Ulf Löfgren
Ulf Löfgren (13. oktober 1931 – 10. oktober 2011) var en svensk børnebogsforfatter og illustrator.
Ulf Löfgren havde en baggrund i studier af kunst- og litteraturhistorie og reklame. Han var meget produktiv efter bogdebuten med illustrationer til Leif Krantz' Barnen i djungeln i 1959. Han forfattede over hundrede små og store billedbøger for børn, blandt andet de populære bøger om drengen Albin i 1970'erne og over tredive småbørnsbøger om tøjkaninen Ludvig fra 1984 og frem. Desuden var han illustrator til en masse børnebøger af andre forfattere: bøger af Gunnel Linde; eventyr af H.C. Andersen og bibelhistorier for børn. Ulf Löfgren lavede desuden en serie fagbøger for børn, Lära på skoj, og tegnede til tv-serien for børn Pellepennan och Suddagumman, en tegnefortælling som vistes på svensk tv 1965–70.
Ulf Löfgrens bøger er oversat til mere end tyve sprog. Han modtog flere priser for sine bøger.
Ulf Löfgrens illustrationer indeholder børnevenlige figurer og detaljer inspireret af blandt andet populære, humoristiske tegneserier. Motiverne er tegnet med klare konturer og rene linjer, runde, bølgende former og i en periode også dekorative mønstre og streger. Tegningerne er som oftest udført med pen, men farvelægningen varierer fra brug af dækkende gouache (plakatfarve) til fyldige markérpenne (sprittuscher) og senere lettere akvarelteknik.